# Berlin Rebels 2022
Questa voce raccoglie le informazioni riguardanti i Berlin Rebels nelle competizioni ufficiali della stagione 2022.

## Roster
| Roster dei Berlin Rebels (2022) |
| --- |
| Quarterback - 1 Donovan Isom - 8 Leon Adjouri Running Back - 20 Jean-Ariel Kouakou - 21 Dwight Caulker - 34 Loan Kuci - 88 Meril Zéro Wide Receiver - 4 Antoni Podgorski - 5 Nigel Westbrooks - 12 Sami Ahmed - 13 Toni Teucher - 17 Kassim Tiamiu - 18 Lorenz Schäfer - 19 Deji Agbana - 80 Chris Freiberger - 81 Robert Downs III - 82 Roman Wüthrich - 82 Sören Neurath - 86 Leo Booten - 89 Finn Krause Offensive Linemen - 52 Thierry Tchato OT - 60 Kevin Dyck - 61 Onur Can Inan - 66 Stephan Sommer - 69 Christopher Wartenberg - 70 Jedrzej Rudnicki - 71 Doums Mamoudou - 73 Sven Skora - 75 Sebastian Walter - 76 Florian Liebetanz - 77 Robert Schenk - 78 Stephan Stadler Defensive Linemen - 41 Björn Fahrenkrog Petersen - 45 Sebastian Gabler - 55 Joshua Olaiya - 90 Julian Dreyer - 92 Talitiga Amosa - 96 Mika Habermann - 97 Harry Gerbling - 98 Munashe Nunurai - 99 Jean-Marc Ciocan Linebacker - 6 Lovis Paul - 10 Benedikt Assies - 33 Max Forsback - 44 Rory Johnson MLB Defensive Back - 2 Paul Morant - 7 Mark Müller - 11 Philipp Schickor - 16 Nico Wassmansdorf - 22 Simon Reisinger - 24 Daniel Docal - 26 Jason Gao - 27 Jan Hildebrandt - 29 Riccardo Schäfer - 37 Niklas Neumann Special Team - 14 Kris Cain K - 15 Mas Prevoo K |

## German Football League 2022

### Stagione regolare
| Berlino 22 maggio 2022, ore 16:00 1ª giornata | Berlin Rebels | 35 – 43 (0-8 14-9 15-13 6-13) referto | Berlin Adler | Mommsenstadion (1324 spett.)\| Arbitro: \| Schwarz \| |
| Arbitro:                                      | Schwarz       |                                       |              |                                                       |

| Berlino 4 giugno 2022, ore 18:00 3ª giornata | Berlin Rebels | 21 – 21 (0-0 13-7 0-7 8-7) referto | New Yorker Lions | Mommsenstadion (533 spett.)\| Arbitro: \| Schwieger \| |
| Arbitro:                                     | Schwieger     |                                    |                  |                                                        |

| Potsdam 18 giugno 2022, ore 16:00 5ª giornata | Potsdam Royals | 81 – 56 (22-7 28-28 16-14 15-7) referto | Berlin Rebels | Luftschiffhafen (1100 spett.)\| Arbitro: \| Schwieger \| |
| Arbitro:                                      | Schwieger      |                                         |               |                                                          |

| Berlino 25 giugno 2022, ore 18:00 6ª giornata | Berlin Rebels | 23 – 27 (3-7 0-6 6-7 14-7) referto | Dresden Monarchs | Mommsenstadion (455 spett.)\| Arbitro: \| Schwarz \| |
| Arbitro:                                      | Schwarz       |                                    |                  |                                                      |

| Berlino 3 luglio 2022, ore 15:00 7ª giornata | Berlin Rebels | 55 – 13 (14-0 20-7 14-0 7-6) referto | Düsseldorf Panther | Mommsenstadion (388 spett.)\| Arbitro: \| Schwarz \| |
| Arbitro:                                     | Schwarz       |                                      |                    |                                                      |

| Berlino 23 luglio 2022, ore 16:00 9ª giornata | Berlin Adler | 44 – 49 (0-7 14-7 14-14 16-21) referto | Berlin Rebels | Stade Napoléon (1350 spett.)\| Arbitro: \| Schwieger \| |
| Arbitro:                                      | Schwieger    |                                        |               |                                                         |

| Kiel 30 luglio 2022, ore 16:00 10ª giornata | Kiel Baltic Hurricanes | 28 – 33 (7-6 0-15 7-6 14-6) referto | Berlin Rebels | FC Kilia (1000 spett.)\| Arbitro: \| Pruin \| |
| Arbitro:                                    | Pruin                  |                                     |               |                                               |

| Dresda 13 agosto 2022, ore 15:00 11ª giornata | Dresden Monarchs | 49 – 21 (14-0 14-7 14-14 7-0) referto | Berlin Rebels | Radstadion Bärnsdorfer Straße (1620 spett.)\| Arbitro: \| Schwarz \| |
| Arbitro:                                      | Schwarz          |                                       |               |                                                                      |

| Berlino 20 agosto 2022, ore 18:00 12ª giornata | Berlin Rebels | 28 – 34 (0-14 7-6 14-6 7-8) referto | Potsdam Royals | Mommsenstadion (377 spett.)\| Arbitro: \| Schwieger \| |
| Arbitro:                                       | Schwieger     |                                     |                |                                                        |

| Colonia 28 agosto 2022, ore 15:00 13ª giornata | Cologne Crocodiles | 31 – 27 (14-0 3-7 0-7 14-13) referto | Berlin Rebels | Sportpark Höhenberg (1217 spett.)\| Arbitro: \| Kopka \| |
| Arbitro:                                       | Kopka              |                                      |               |                                                          |

## Statistiche di squadra
| Competizione      | %Vittorie | In casa | In casa | In casa | In casa | In casa | In casa | In trasferta | In trasferta | In trasferta | In trasferta | In trasferta | In trasferta | Totale | Totale | Totale | Totale | Totale | Totale |
| Competizione      | %Vittorie | G       | V       | N       | P       | Pf      | Ps      | G            | V            | N            | P            | Pf           | Ps           | G      | V      | N      | P      | Pf     | Ps     |
| ----------------- | --------- | ------- | ------- | ------- | ------- | ------- | ------- | ------------ | ------------ | ------------ | ------------ | ------------ | ------------ | ------ | ------ | ------ | ------ | ------ | ------ |
| Stagione regolare | .350      | 5       | 1       | 1       | 3       | 162     | 138     | 5            | 2            | 0            | 3            | 186          | 233          | 10     | 3      | 1      | 6      | 348    | 371    |
| Totale            | .350      | 5       | 1       | 1       | 3       | 162     | 138     | 5            | 2            | 0            | 3            | 186          | 233          | 10     | 3      | 1      | 6      | 348    | 371    |

## Statistiche personali

### Marcatori
| Giocatore    | Ruolo | TD rush | TD recv | TD int | TD p.ret | TD k.ret | TD oth | Xp1 | Xp2 | FG | Saf | Totale |
| ------------ | ----- | ------- | ------- | ------ | -------- | -------- | ------ | --- | --- | -- | --- | ------ |
| Downs        |       | 0       | 11      | 0      | 0        | 1        | 0      | 0   | 2   | 0  | 0   | 76     |
| Isom         |       | 10      | 0       | 0      | 0        | 0        | 0      | 0   | 2   | 0  | 0   | 64     |
| Westbrooks   |       | 0       | 8       | 0      | 0        | 1        | 0      | 0   | 0   | 0  | 0   | 54     |
| Zéro         |       | 7       | 1       | 0      | 0        | 0        | 0      | 0   | 1   | 0  | 0   | 50     |
| D. Caulker   |       | 3       | 0       | 0      | 0        | 0        | 0      | 0   | 2   | 0  | 0   | 22     |
| Morant       |       | 1       | 2       | 0      | 0        | 0        | 0      | 0   | 0   | 0  | 0   | 18     |
| T. Teucher   |       | 0       | 3       | 0      | 0        | 0        | 0      | 0   | 0   | 0  | 0   | 18     |
| K. Cain      |       | 0       | 0       | 0      | 0        | 0        | 0      | 12  | 0   | 1  | 0   | 15     |
| M. Prevoo    |       | 0       | 0       | 0      | 0        | 0        | 0      | 15  | 0   | 0  | 0   | 15     |
| A. Podgorski |       | 0       | 1       | 0      | 0        | 0        | 0      | 0   | 1   | 0  | 0   | 8      |
| B. Assies    |       | 0       | 0       | 1      | 0        | 0        | 0      | 0   | 0   | 0  | 0   | 6      |
| L. Schäfer   |       | 0       | 0       | 0      | 0        | 0        | 0      | 0   | 1   | 0  | 0   | 2      |

### Passer rating
| Giocatore  | G  | Att | Comp | Int | Yds  | TD | NFL    | NCAA   |
| ---------- | -- | --- | ---- | --- | ---- | -- | ------ | ------ |
| Isom       | 10 | 263 | 157  | 4   | 2686 | 26 | 121,00 | 175,07 |
| Morant     | 3  | 12  | 5    | 2   | 35   | 0  | 9,72   | 32,83  |
| C. Fowler  | 1  | 1   | 0    | 0   | 0    | 0  |        |        |
| Westbrooks | 1  | 1   | 0    | 0   | 0    | 0  |        |        |